# BEE TRAIN
BEE TRAIN是一家以動畫企劃製作為主要業務的日本企業。

## 概要
BEE TRAIN的創辦人——真下耕一與崛川憲司，過去皆曾任職於動畫製作公司龍之子並結識，隨後真下耕一於1984年自龍之子製作退社。1997年，兩人在Production I.G的出資下於東京都國分寺市南町創立BEE TRAIN，1998年於東京都國分寺設立製作分室。2001年將本社搬遷至東京都西國分寺，並於同年4月推出首部獨立原創動畫《NOIR》。
BEE TRAIN原為Production I.G旗下的子公司，於2006年自其手中取得股份後獨立，並在東京都武藏野市設立吉祥寺工作室，負責該公司大多數的動畫製作流程，2009年將各部門分割為其轄下之子公司，在東京都國分寺市成立子公司C-Station，之後又設立子公司D-Station。2012年從C-Station撤資，C-Station自此開始自主獨立。
2011年以後，BEE TRAIN未再擔任主要動畫製作至今(2020年)，改為負責來自各家動畫製作會社委託的制作協力。

## 作品履歷

### 電視動畫
- 蠟筆小新（クレヨンしんちゃん）（總承包商：SHIN-EI動畫，各話協力製作，年分不明）
- 波波羅古羅伊斯物語（1999年）
- 妖精戰士（1999年）
- 野战兵团（1999年）
- 金属机器人大战（1999年）
- Noir（2001年）
- .hack//Liminality（2002年）
- .hack//Sign（2002年）
- .hack//Gift（2002年）
- 复仇天使（2003年）
- .hack//Legend of the Twilight（2003年）
- IGPX（2003年）
- Madlax（2004年）
- 吟游默示录（2004年）
- 翼年代记 第一季（2005年）
- 吟游默示录II～wieder（2006年）
- .hack//Roots（2006年）
- 蜘蛛骑士（2006年）
- 翼年代记 第二季（2006年）
- 魔女猎人（2007年）
- 蜘蛛骑士 第二季 复苏的太阳（2007年）
- 无限之住人（2008年）
- 幻灵镇魂曲（2009年）
- 心灵侦探八云（2010年）
- 战国鬼才传（2011年）

### OVA
- .hack//Liminality（2002年）
- .hack//GIFT（2003年）
- MURDER PRINCESS（2007年）
- .hack//G.U. Returner（2007年）
- 蝙蝠俠 哥谭骑士（2008年）
- Halo Legends Homecoming（2010年）

### 劇場版
- 蠟筆小新 呼风唤雨!光荣的烤肉之路（總承包商：シンエイ動画、協力、2003年）
- 心理遊戲（總承包商：STUDIO 4℃、協力、2004年）

## 關聯項目
- 日本動畫工作室列表

## 関連人物
- 真下耕一
- 石山タカ明
- 澤井幸次
- 山下喜光
- 川面真也
- 黒川智之
- 佐々木睦美
- 門智昭（門智明、かどともあき）

- 津幡佳明（つばたよしあき）
- 寺岡賢司
- 大澤聡
- 菊地洋子
- 芝美奈子
- 番由紀子
- 岩岡優子
- なかじまちゅうじ

## 外部連結
- （日語）日本官網（页面存档备份，存于）